# Associazione Sportiva Libertas Trieste 1950-1951
Questa voce raccoglie le informazioni riguardanti l 'Associazione Sportiva Libertas Trieste nelle competizioni ufficiali della stagione 1950-1951.

## Rosa
| N. |                   | Ruolo | Calciatore   |
| -- | ----------------- | ----- | ------------ |
|    | Italia (bandiera) | D     | A. Beorchia  |
|    | Italia (bandiera) | A     | G. Bernard   |
|    | Italia (bandiera) | C     | L. Bubola    |
|    | Italia (bandiera) | C     | A. Corrente  |
|    | Italia (bandiera) | A     | F. Faggiani  |
|    | Italia (bandiera) | P     | W. Ierina    |
|    | Italia (bandiera) | D     | B. Marinelli |
|    | Italia (bandiera) | A     | R. Perini    |

| N. |                   | Ruolo | Calciatore    |
| -- | ----------------- | ----- | ------------- |
|    | Italia (bandiera) | D     | R. Pintar     |
|    | Italia (bandiera) | C     | G. Poropat    |
|    | Italia (bandiera) | A     | Scricchia     |
|    | Italia (bandiera) | D     | P. Silli      |
|    | Italia (bandiera) | A     | G. Ulcigrai   |
|    | Italia (bandiera) | A     | Mario Urbani  |
|    | Italia (bandiera) | c     | G. Vardabasso |
|    | Italia (bandiera) | A     | N. Zetto      |